# 리샤르 라치만드라바

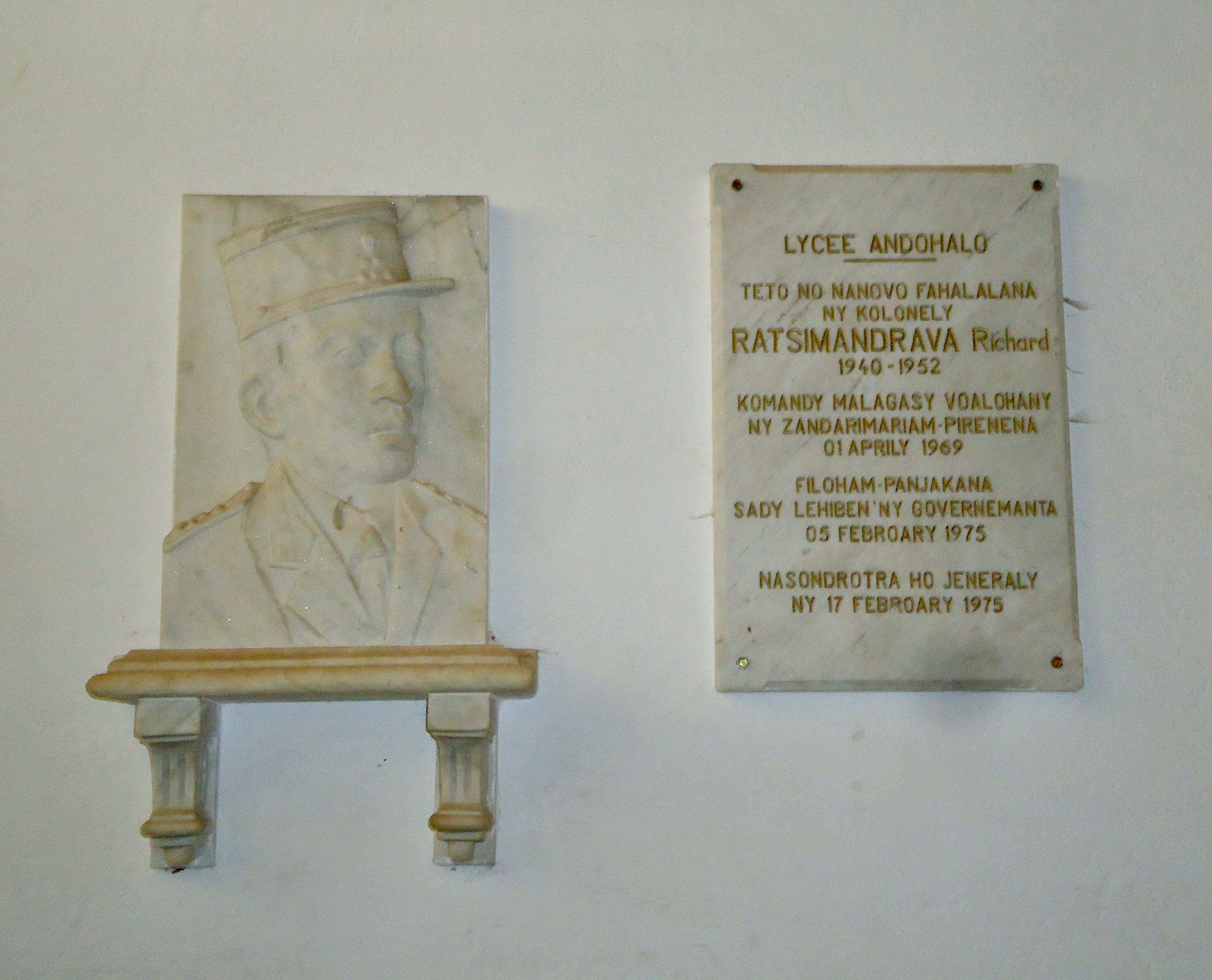

리샤르 라치만드라바(1931년 3월 21일 ~ 1975년 2월 11일)는 마다가스카르의 3대 대통령으로 단 6일 동안 대통령직에 재직한 뒤 암살되었다.
안타나나리보 출생으로 프랑스 세인트시흐 군사 대학을 졸업했고 1960년 마다가스카르가 독립하자 군대에 들어가 1968년 중령이 되었다. 1972년 가브리엘 라마난초아가 필리베르 치라나나 독립 정부를 대체하는 군사 정부를 수립하자 국방부 장관에 임명되었다.
이 위치를 이용해 1975년 2월 5일 군대를 움직여 라마난초아를 실각시키고 대통령이 되었다. 그러나 단 6일만인 2월 11일 오후 8시 자신의 집에서 사무실로 운전을 하며 가던 중 군사 쿠데타가 일어나 보안 부대에 의해 암살되었다.